# Angelino Sollazzo
Angelo 'Angelino' Sollazzo (Fossalto, 9 ottobre 1948) è un politico italiano.

## Biografia
Giornalista pubblicista, iscritto dal 1964 al PSI, già giovanissimo è segretario per la provincia di Campobasso e componente del comitato centrale del PSI nel 1976. È stato consigliere comunale. poi consigliere regionale del Molise e deputato alla Camera nell'XI legislatura (1992-1994).
Dopo lo scioglimento del PSI, ha aderito ai Socialisti Italiani, per confluire poi nel 1998 nello SDI e dal 2007 nel Partito Socialista di Boselli e Nencini.